# Coccoloba
Coccoloba P.Browne é um género da família Polygonaceae, com cerca de 120–150 espécies de fanerógamas, na sua maior parte árvores de médio porte. O género é nativo das regiões tropicais e subtropicais da  América do Sul, Antilhas e América Central, mas com duas espécies na Flórida.

## Descrição
As espécies incluídas no género são arbustos e árvores, maioritariamente perenifólias.
As folhas são alternas, com frequência grandes (muito grandes em algumas espécies), apresentando folhas nas plantas juvenis com formas e dimensões diferentes das correspondentes plantas adultas.
Flores em espigas.
O fruto é um aquénio triangulado, envolto por um perianto carnoso e brillante, comestível em algumas espécies, embora em geral seja adstringente.

## Espécies
Entre outras, o género inclui as seguintes espécies:
- Coccoloba acuminata
- Coccoloba caracasana
- Coccoloba cereifera
- Coccoloba costata
- Coccoloba diversifolia
- Coccoloba excelsa
- Coccoloba krugii
- Coccoloba latifolia
- Coccoloba microstachya
- Coccoloba pallida
- Coccoloba paniculata
- Coccoloba pubescens
- Coccoloba pyrifolia
- Coccoloba rugosa
- Coccoloba sintenisii
- Coccoloba swartzii
- Coccoloba tenuifolia
- Coccoloba uvifera
- Coccoloba venosa

## Ecologia
O género inclui várias espécies que mantém ectomicorrizas, entre as quais C. uvifera, em associação com fungos pertencentes pelo menos às famílias macrofúngicas Amanitaceae, Russulaceae e Boletaceae.
A espécie Coccoloba cereifera é notável por ter a sua distribuição natural restrita a uma área de apenas 26 km2 numa colina do Parque Nacional da Serra do Cipó, no estado de Minas Gerais.
A espécie Coccoloba uvifera é cultivada pelos seus frutos comestíveis.